# Chiesa di San Nicolò Vescovo (Malchina)
La chiesa di San Nicolò Vescovo è la chiesa di Malchina, frazione del comune di Duino-Aurisina, in provincia di Trieste, ed è sede di una parrocchia del decanato di Duino dell'arcidiocesi di Gorizia. L'edificio è posto nella piazza principale della località, attorno al qualche vi è un piccolo prato, area utilizzata anticamente quale cimitero.

## Storia
Il primo luogo di culto venne costruito sullo stesso sito, probabilmente, attorno all'anno 1000, periodo di nascita della località. Inizialmente dedicato a Santa Domenica, se ne ha riscontro certo nel 1305. Tale chiesa, sembra, venne distrutta dalle incursioni dei Turchi, tra il 1476 e il 1483.
La chiesa attuale venne edificata nel 1768, (anno in cui la curazia venne eretta in vicaria) mentre il campanile è datato 1796. Nella seconda metà del XVIII secolo venne restaurata, col rifacimento del pavimento e del tetto, e l'aggiunta di tre altari. Nel 1885 il piccolo cimitero posizionato attorno alla chiesa venne spostato in posizione periferica della località.
La curazia era alla dipendenze della Chiesa di San Giovanni in Tuba, situata presso le bocche del fiume Timavo. Venne trasformata in parrocchia nel 1935, riconosciuta civilmente nel 1960.

## Struttura
Sull'altare maggiore figurano le statue di San Nicolò e di sant'Antonio.
Il campanile, staccato dall'edificio di culto, termina con una cupoletta poligonale, ed è alto 25 metri; dispone, nella cella campanaria, di tre campane, riattivate dopo la prima guerra mondiale, durante la quale vennero danneggiate le campane esistenti.